# Böttcherstraße 26 (Stralsund)
Das Gebäude mit der postalischen Adresse Böttcherstraße 26 ist Bauwerk in der Böttcherstraße in Stralsund, an der Ecke zur Filterstraße.
Nach dem Abriss eines denkmalgeschützten Gebäudes wurde an dieser Stelle ein Neubau errichtet. Das Haus liegt im Kerngebiet des von der UNESCO als Weltkulturerbe anerkannten Stadtgebietes des Kulturgutes „Historische Altstädte Stralsund und Wismar“.

## Haus aus der Denkmalschutzliste
Das zweigeschossige Haus, zur Böttcherstraße hin giebelständig, wurde in der zweiten Hälfte des 19. Jahrhunderts  errichtet; im Jahr 1931 wurde ein Giebel aus Backstein aufgesetzt. Der Backsteingiebel galt als Zeugnis für die bewusste Anlehnung an die mittelalterliche Giebelhausarchitektur Stralsunds.
In die Liste der Baudenkmale in Stralsund von 1999 war das Gebäude mit der Nummer 119 eingetragen.

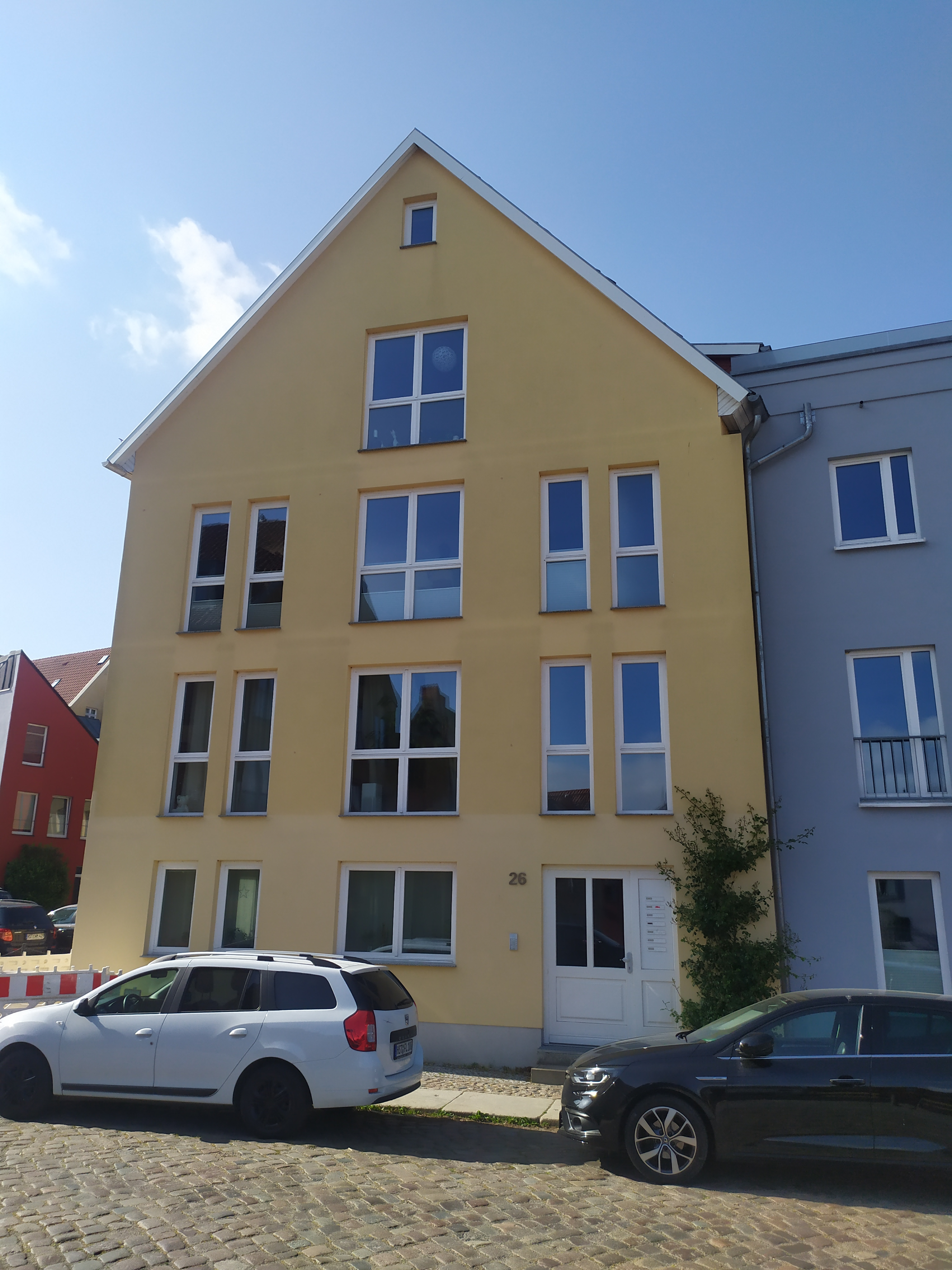
Das Haus Böttcherstraße 26 in Stralsund, Neubau (2023)

## Heutiger Zustand
Anstelle des alten Gebäudes wurde Anfang des 21. Jahrhunderts ein Neubau errichtet, der sich grob an dem Vorgängerbau orientiert.